# الشيباني (المضاربة والعارة)

تعديل مصدري - تعديل

الشيباني هي إحدى قرى عزلة المضاربة بمديرية المضاربة والعارة التابعة لمحافظة لحج، بلغ تعداد سكانها 39 نسمة حسب تعداد اليمن لعام 2004.